# Darevskia defilippii
Darevskia defilippii es una especie de lagarto del género Darevskia, familia Lacertidae. Fue descrita científicamente por Camerano en 1877.
Habita al norte de Irán, en la parte occidental de las montañas de Alborz, donde se ha encontrado a elevaciones de hasta 3355 metros. La longitud máxima del hocico es de 54,8 mm en los machos y de 54,3 mm en las hembras.
Se encuentra típicamente en laderas rocosas con vegetación arbustiva, pero también se ha registrado en paisajes alpinos cubiertos de hierba y cerca de los límites superiores del bosque de Hyrcanian.

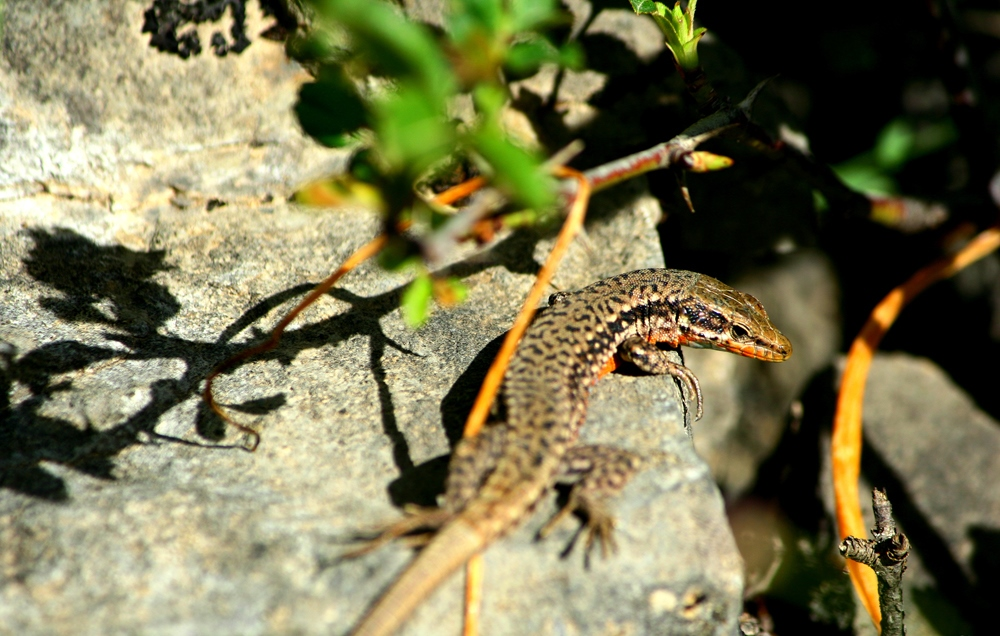
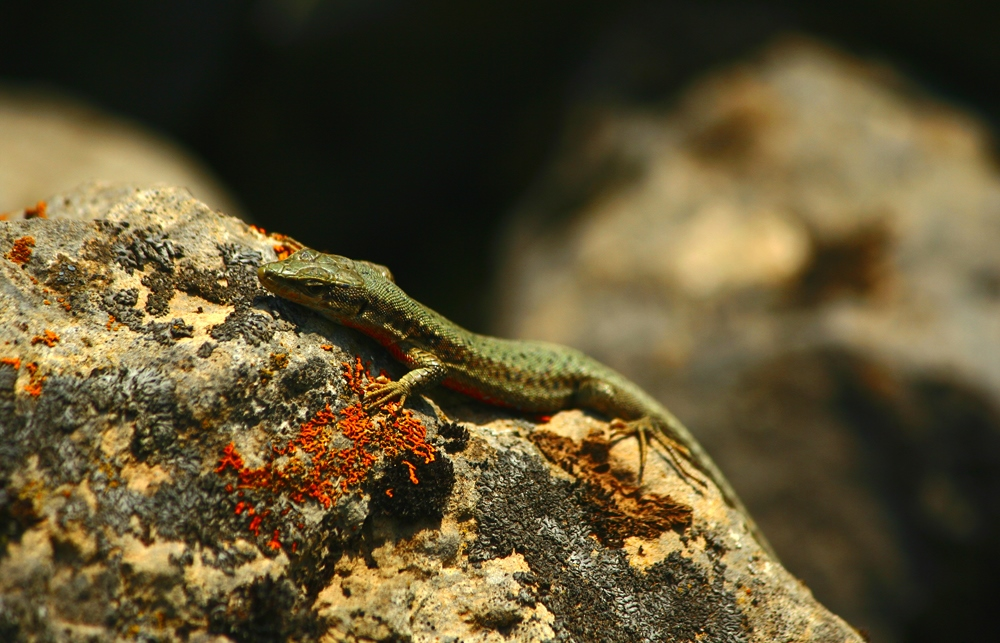
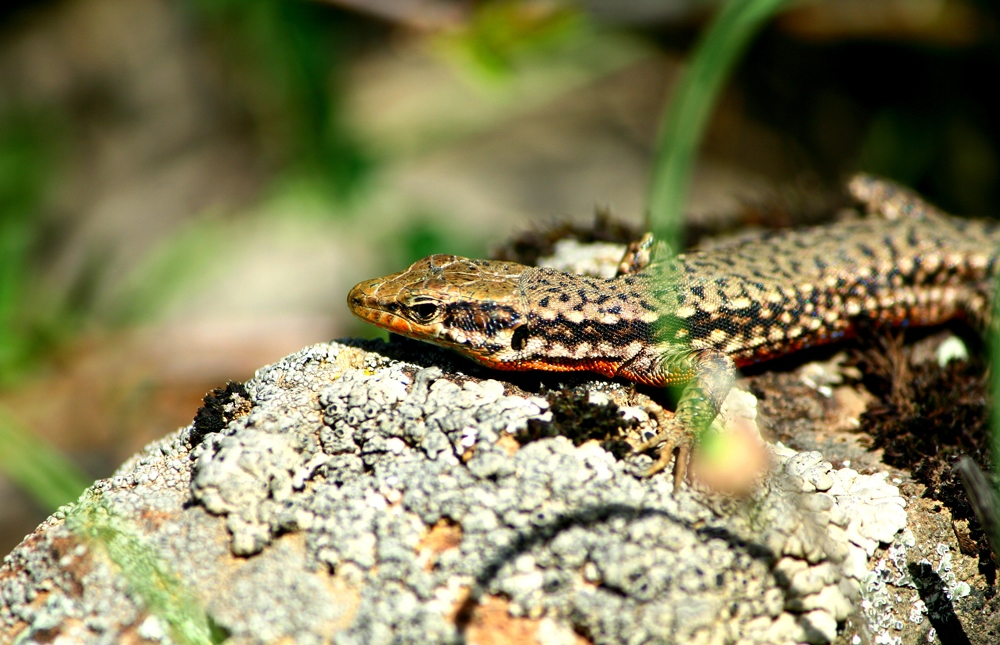
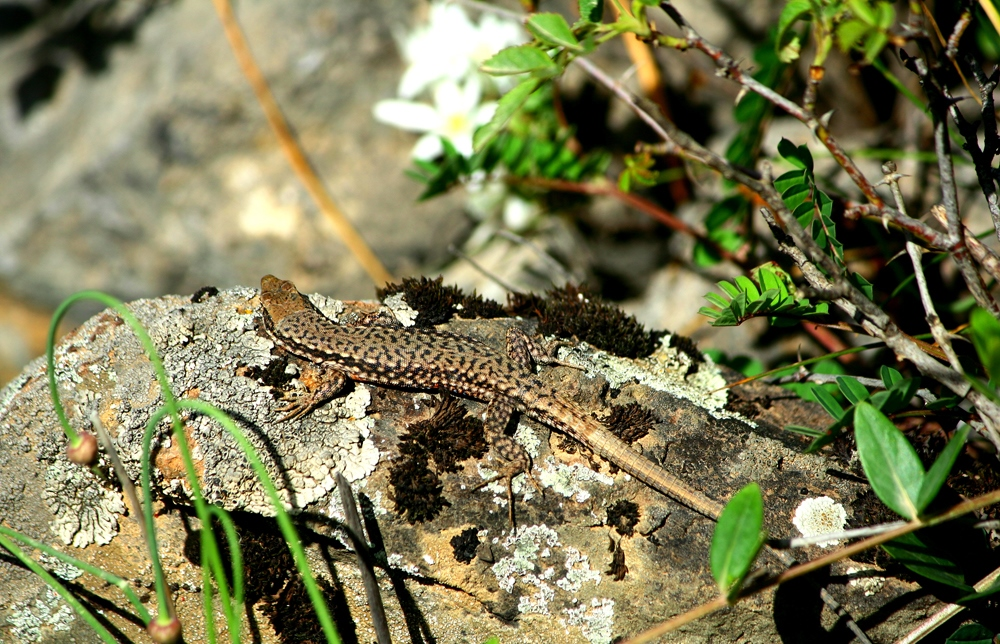